# باول بودان
باول بودان (بالإنجليزية: Paul Bodin)‏ (13 سبتمبر 1964 في المملكة المتحدة - ) هو مهندس ومدرب كرة قدم ولاعب كرة قدم بريطاني في مركز الظهير. شارك مع منتخب ويلز تحت 21 سنة لكرة القدم ومنتخب ويلز لكرة القدم. أما مع النوادي، فقد لعب مع تشيلسي وسويندون تاون وكارديف سيتي وكريستال بالاس ونادي بريستول روفيرز ونادي ريدنغ وويكمب وندررز ونيوبورت كونتي ونيوكاسل يونايتد ونادي ميرثير تيدفيل ‏ ونادي باث سيتي.

## وصلات خارجية
- باول بودان على موقع الاتحاد الأوربي (الإنجليزية)
- باول بودان على موقع قاعدة بيانات كرة القدم.إي يو (الإنجليزية)
- باول بودان على موقع ناشيونال فوتبول تيمز (الإنجليزية)
- باول بودان على موقع Soccerbase.com (لاعب) (الإنجليزية)
- باول بودان على موقع عالم كرة القدم.نت (الإنجليزية)